# ليمون (جنس نباتات)
جنس اللَّيْمُون أو الحَمضيات أو مجموعة الموالح أو القوارص (الاسم العلمي:Citrus) هو جنس نباتي من الفصيلة السذابية من رتبة الصابونيات من النباتات المزهرة. تسمى أعضاء هذا الجنس بالحمضيات.

## الوصف
نباتات هذا الجنس شجيرة كبيرة أو أشجار يتراوح ارتفاعها بين خمسة أمتار إلى خمسة عشر مترا. وهي دائمة الخضرة. [بحاجة لمصدر]

## الموئل والانتشار

مناطق الإنتاج الرئيسية

يعود أصل الحمضيات إلى شرق آسيا وبخاصة الساحل الجنوبي في الصين. تزرع بكثرة على سواحل البحر الأبيض المتوسط من سورية وفلسطين شرقاً وحتى المغرب وتونس وإسبانيا غرباً. والحمضيات في المغرب من محاصيل التصدير الرئيسية إلى أوروبا وكندا.[بحاجة لمصدر]

### الإنتاج
تتركز مناطق الإنتاج الرئيسية للحمضيات في بلدان البحر الأبيض المتوسط كذلك جنوب الصين وجنوب الولايات المتحدة وجنوب أفريقيا وأستراليا والمكسيك وأجزاء من أمريكا الجنوبية.

## الاستخدامات
تستخدم الحمضيات كفاكهة غذائية تؤكل مباشرة بعد تقشيرها وتستخدم في منتجات كالمربى والعصائر. تعتبر الحمضيات غنية بفيتامين ب. ويجب مراعاة أن البرتقال يفقد فيتامين ج بعد تقطيعه. تحتوي الحمضيات فلافونويدات مضادة للأكسدة تعمل مع فيتامين ج للإقلال من احتمال الإصابة بالسرطان أو الأزمات القلبية وتقوي العظام والأسنان والتئام الجروح وتجعل الجلد نضراً.[بحاجة لمصدر]

## معرض صور

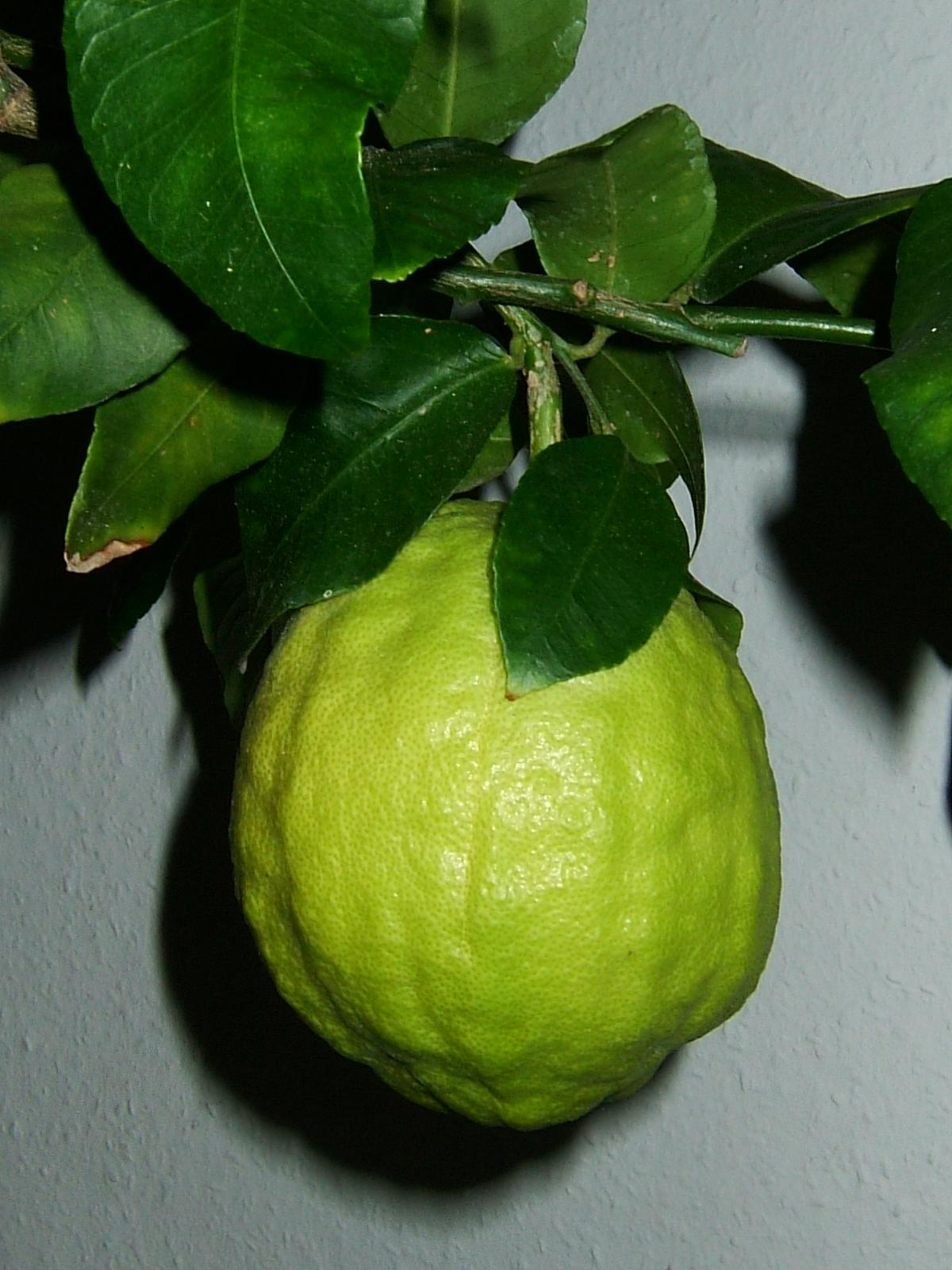
الأترج
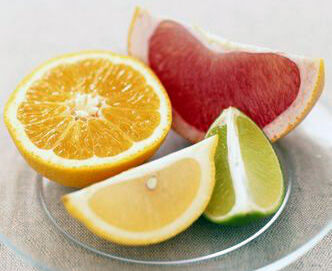
صحن حمضيات مشكل
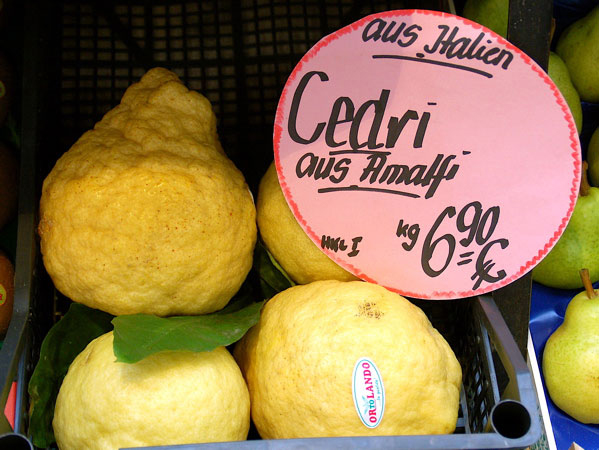
ليمون معروض للبيع
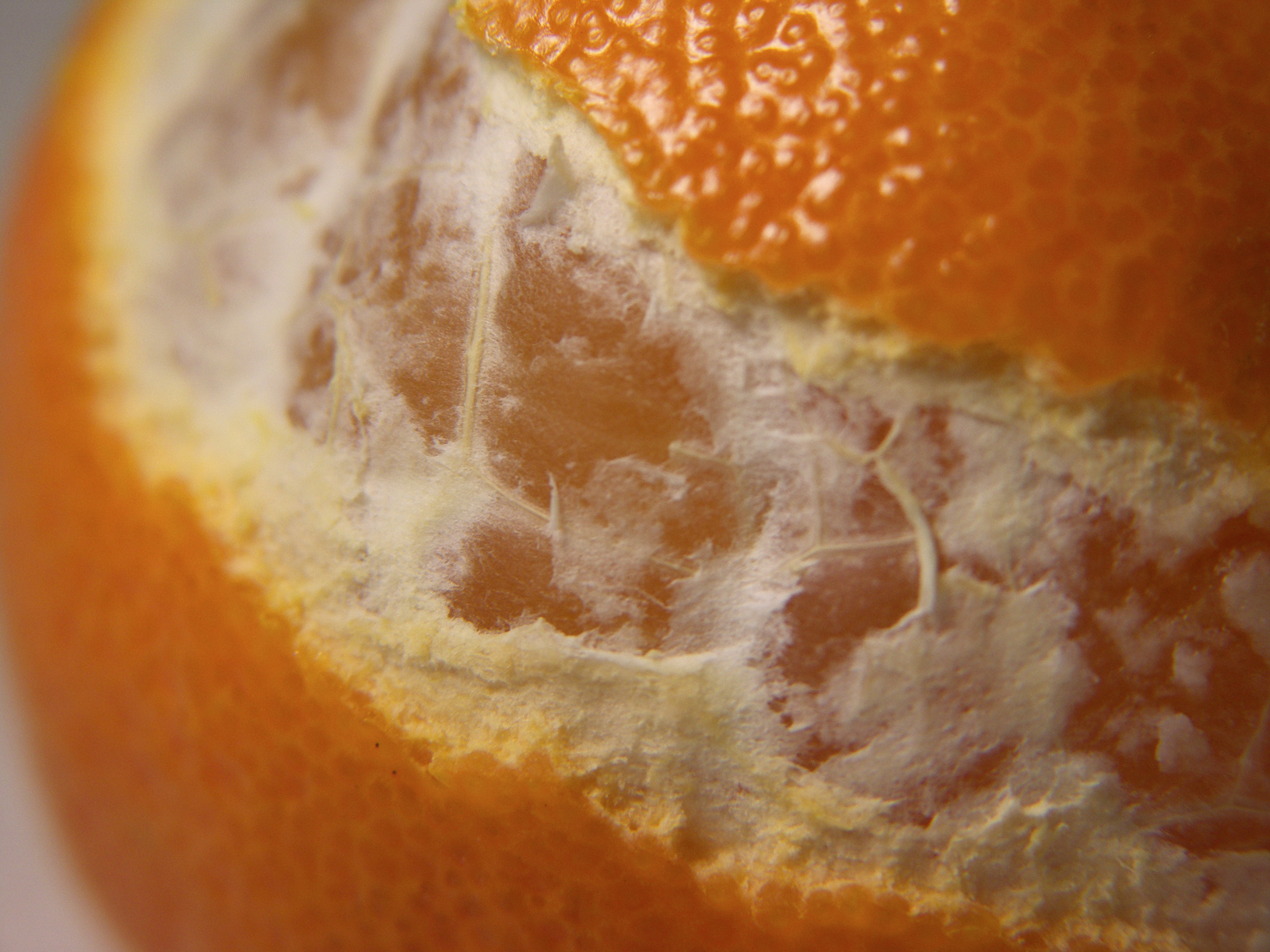
قشرة اليوسفي أرق من قشرة البرتقال
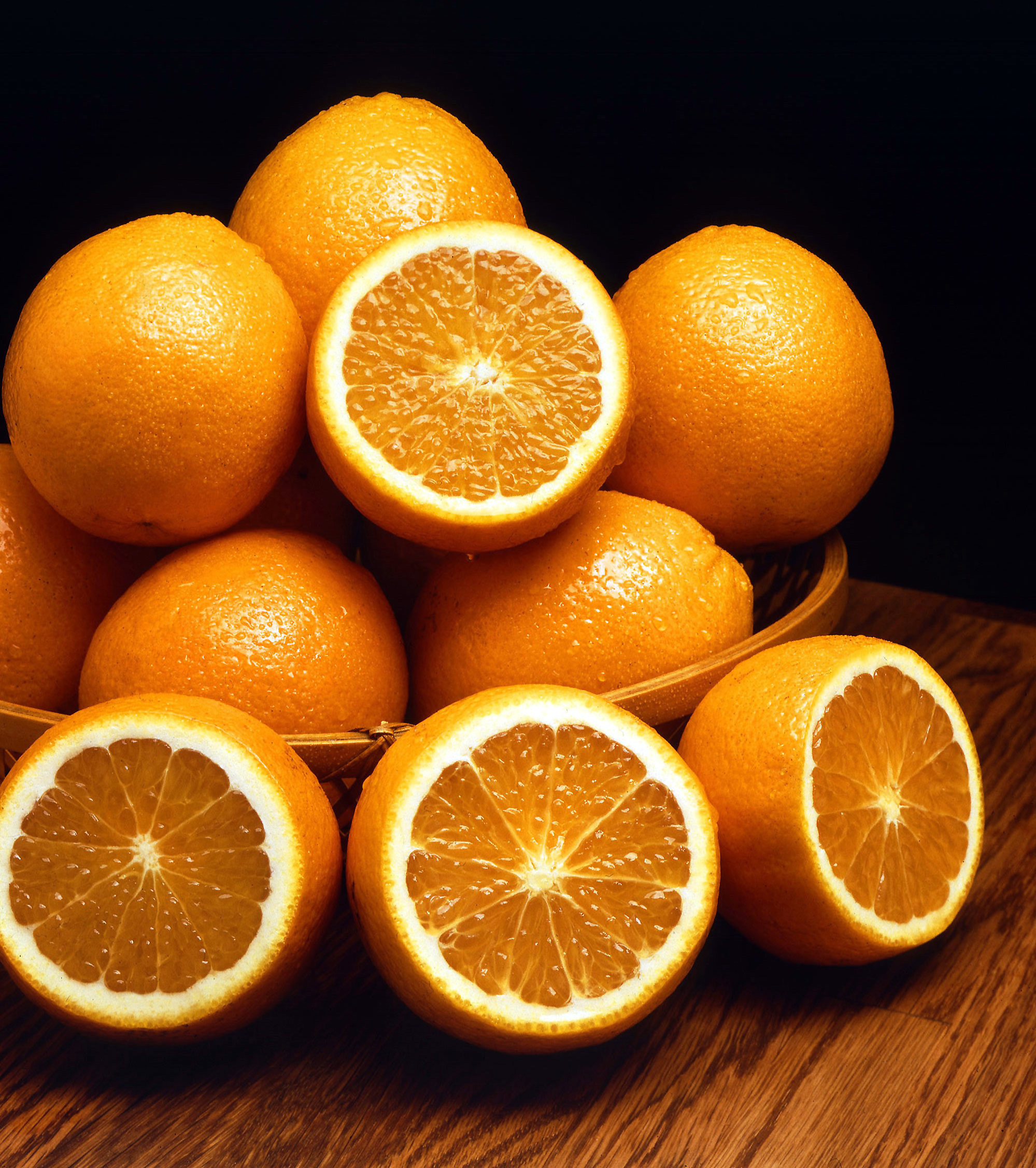
يستخدم البرتقال الحلو في العديد من الأطباق
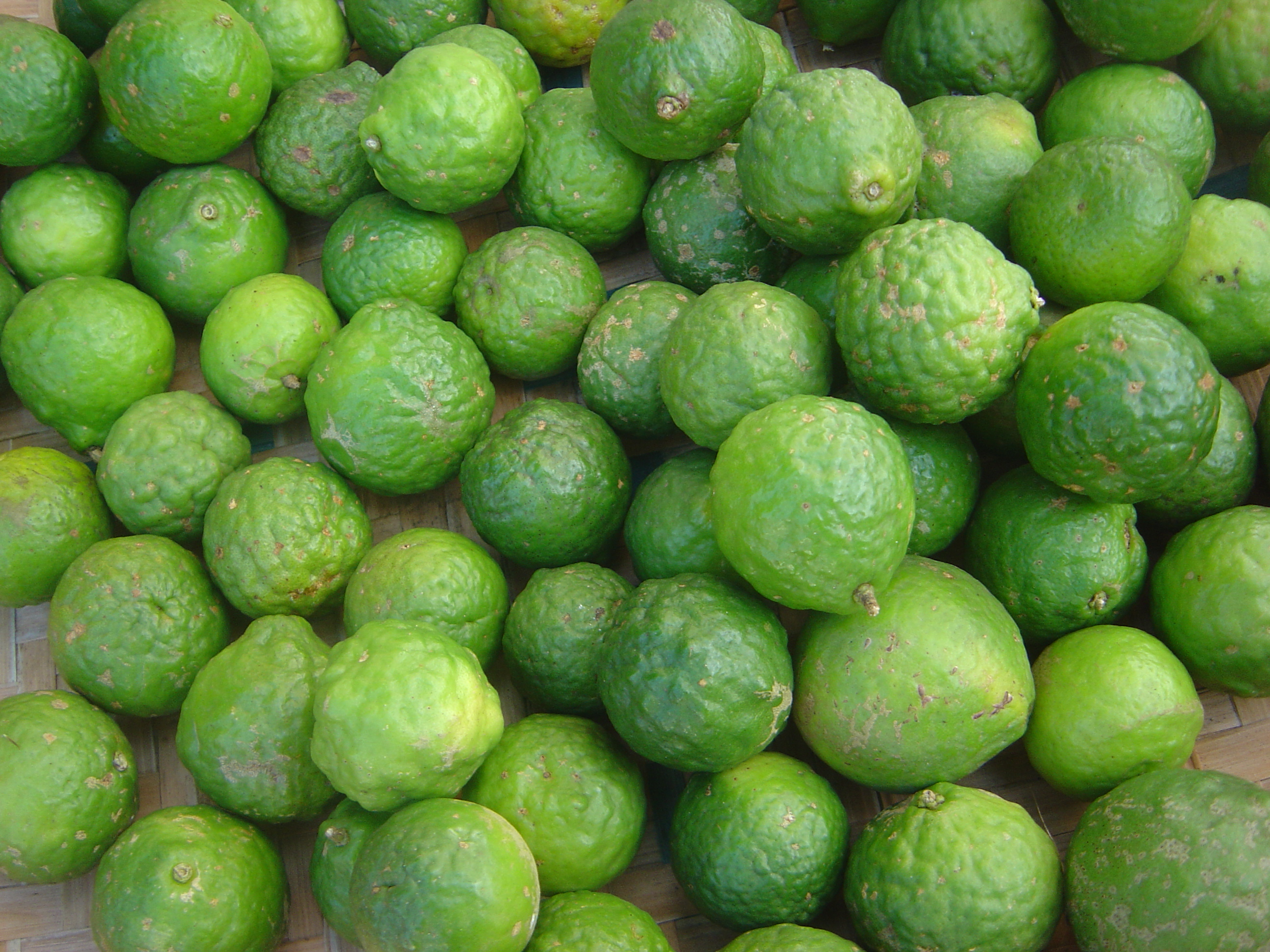
مجموعة من الليمون الأخضر
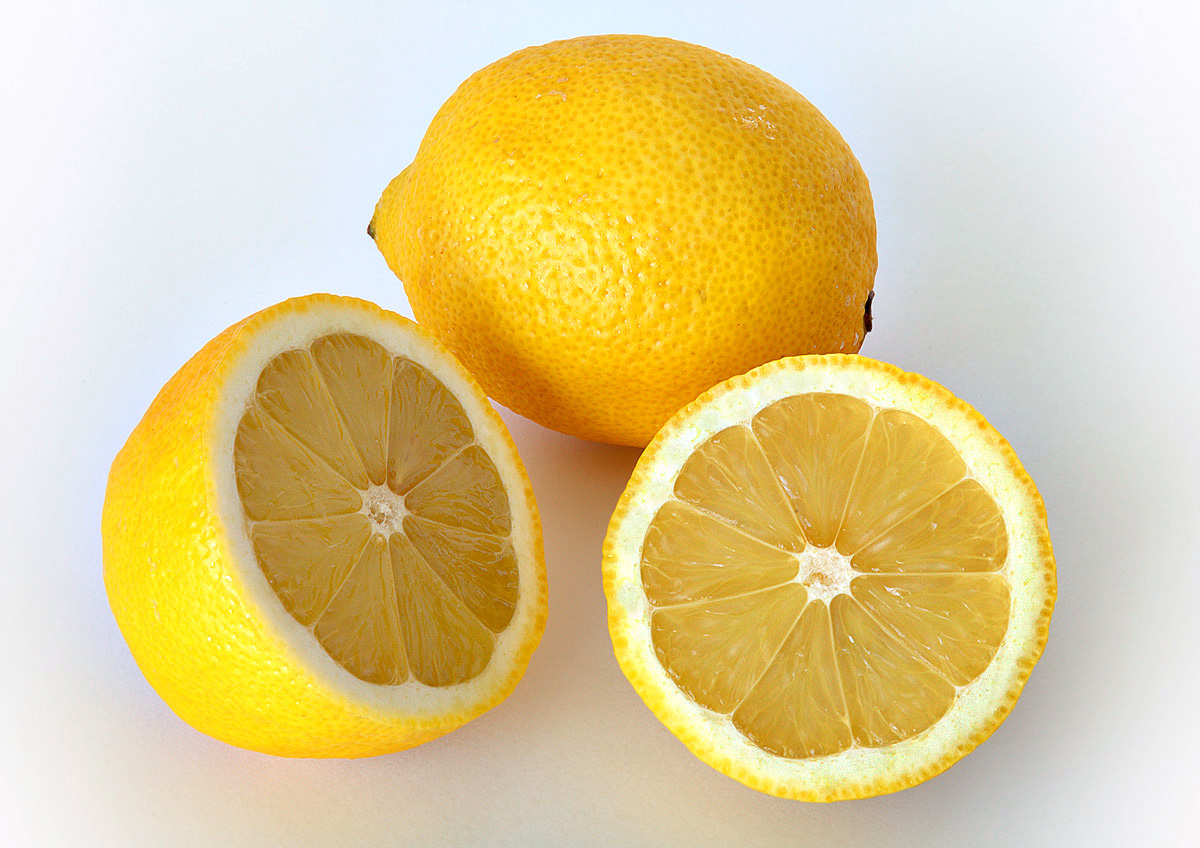
ليمون مقطع
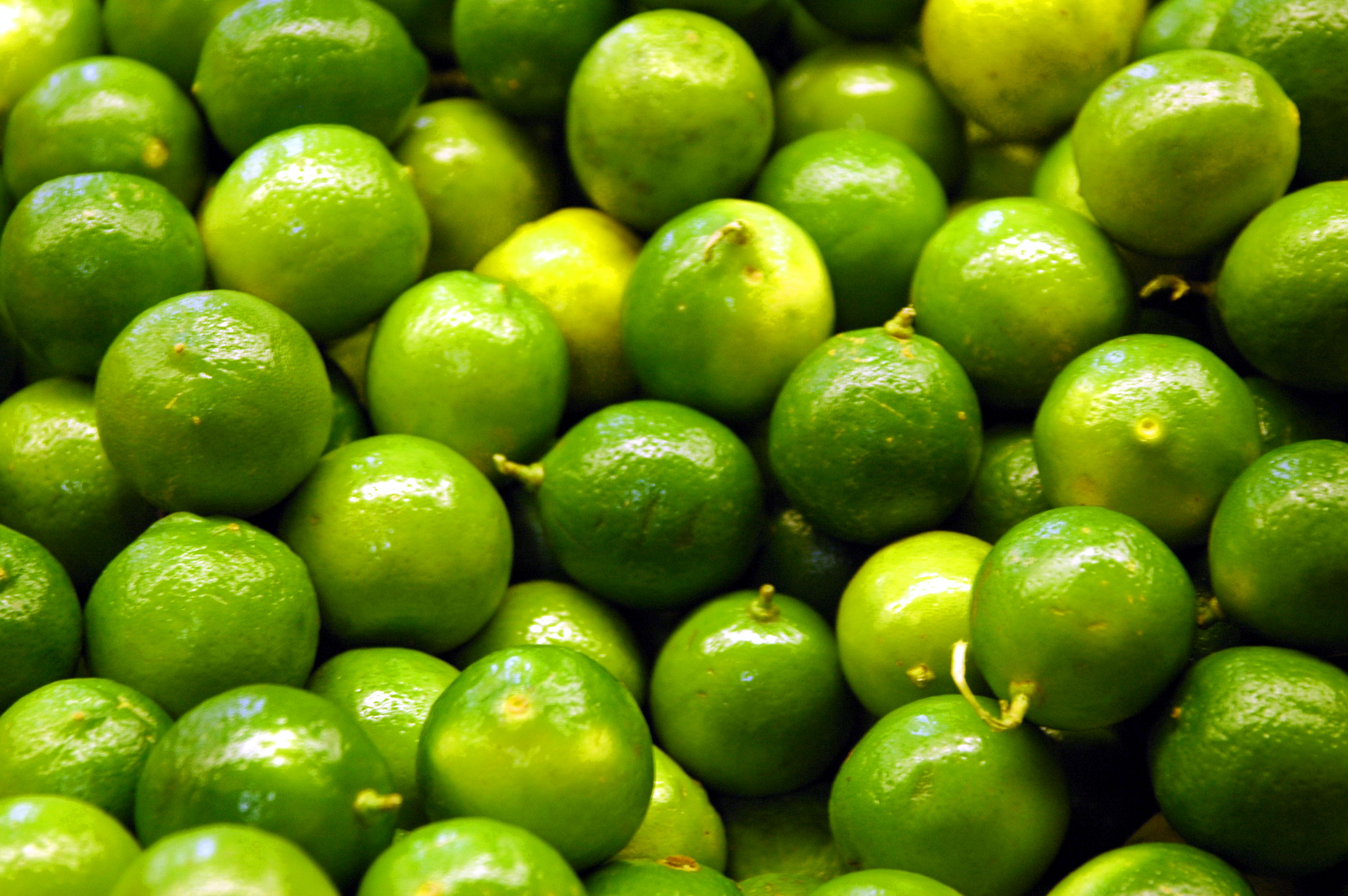
ليمون فارسي
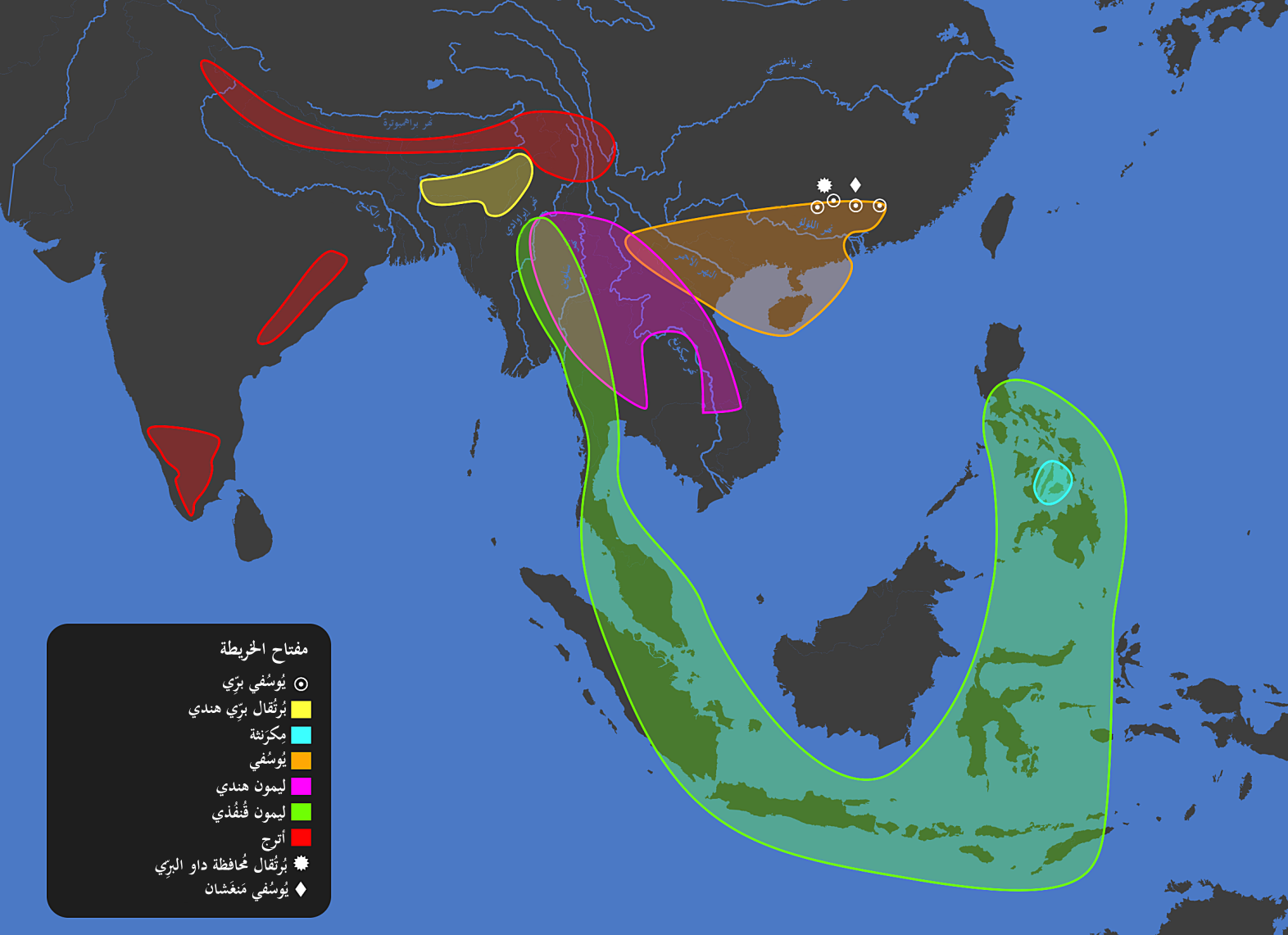
خريطة للنطاقات البرية الأصلية لأنواع جنس الليمون الرئيسية، والأصنوفات البرية المختارة ذات الصلة

## وصلات خارجية
- مجموعة الحمضيات المختلفة نسخة محفوظة 25 مارس 2003 على موقع واي باك مشين.
- تصنيف أسماء الحمضيات